# Дем'янки (Стародубський район)
Дем'янки (рос. Демьянки) — село Стародубського району Брянської області, Російська Федерація. Входить до складу Понуровського сільського поселення.
Населення становить 288 осіб (за переписом 2010).

## Історія
За даними на 1859 рік у власницькому селі Стародубського повіту Чернігівської губернії мешкало 1356 осіб (673 чоловічої статі та 683 — жіночої), налічувалось 123 дворових господарства, існувала православна церква, поштова станція й суконна фабрика.
Станом на 1886 у колишньому державному й власницькому селі Понуровської волості мешкало 1539 осіб налічувалось 239 дворових господарств, існували 2 православні церкви, 2 постоялих двори, 2 лавки, водяний і вітряний млини.
За даними на 1893 рік у поселенні мешкало 1854 особи (922 чоловічої статі та 932 — жіночої), налічувалось 362 дворових господарства.
За переписом 1897 року кількість мешканців зменшилась до 1738 осіб (794 чоловічої статі та 944 — жіночої), з яких 1717 — православної віри.